# Mutatocoptops diversa
Mutatocoptops diversa là một loài bọ cánh cứng trong họ Cerambycidae.